# Zamarada volsella
Zamarada volsella là một loài bướm đêm trong họ Geometridae.